# Доксография
Доксогра́фия (от др.-греч. δόξα — «мнение, представление», и γρᾰφή — «записывание, изложение») — изложение мнений и воззрений древних философов и учёных в работах позднейших авторов. Термин введён немецким классическим филологом Германом Дильсом.
Из-за того, что многие работы древних учёных были утеряны, их доксографии являются единственным источником знаний о воззрениях этих авторов.

## Греческая классическая доксография
Информация о многих трудах древних учёных в настоящий момент доступна только посредством их доксографий. Крупнейшие философы древности — Платон и Аристотель — также выступали в роли доксографов. В частности, в «Апологии Сократа» Платона содержится описание взглядов основоположника афинской философской школы Анаксагора. «Сравнительные жизнеописания» Плутарха также содержат много доксографического материала. Большой доксографический материал содержит знаменитое сочинение Диогена Лаэртского «О жизни, учениях и изречениях знаменитых философов».

## Исламская доксография
Исламской доксографией называется совокупность теософских трудов (таких как «Китаб аль-Макалат фи’ль-Калам» Абу Мансура аль-Матуриди) о течениях и сектах в исламе.

## В современной философии
К понятию «доксография» обращается Ричард Рорти, критически рассматривая философскую историографию. Согласно Рорти, доксография — это анахронистическая деконтекстуализация философских высказываний древности в поисках той или иной актуальной тематики.